# Józef Chojnicki

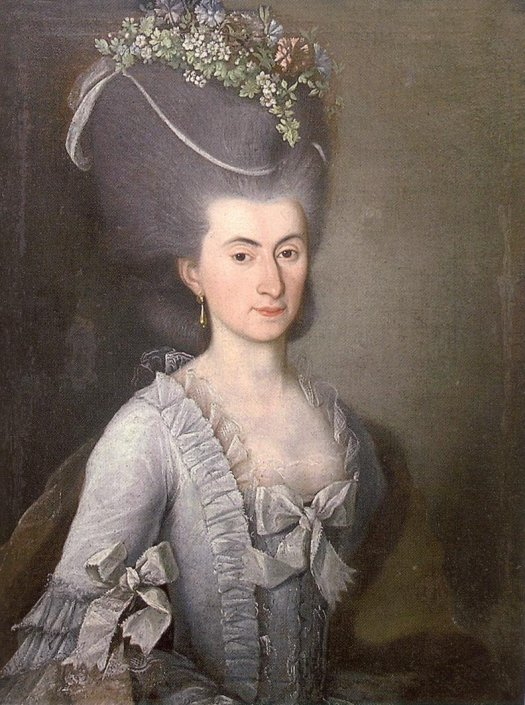
Portrait einer Dame, Schloss Olesko

Józef Chojnicki  (* 1745 in Lemberg; † 1812 ebenda) war ein Lemberger Maler des Spätbarocks und Rokoko.

## Leben und Werk
Chojnicki lernte sein künstlerisches Handwerk bei Stanisław Stroiński, mit dem er zusammen die Fresken in der Dominikanerkirche von Pidkamin malte. Er malte insbesondere Portraits und Altarbilder. Seine Werke befinden sich unter anderem in der Kathedrale von Lemberg und der Lemberger Kunstgalerie.

## Bibliografie
- Agata Dworzak: Lwowskie środowisko artystyczne w XVIII wieku w świetle ksiąg metrykalnych i sądowych. Kraków: Wyd. Attyka, 2018, 514 s. ISBN 978-83-65644-47-3.